# Szedar
Szedar (Schedar, Alfa Cassiopeiae) – gwiazda w gwiazdozbiorze Kasjopei. Według danych satelity astrometrycznego Hipparcos Szedar znajduje się w odległości około 228,5 lat świetlnych od Słońca.

## Nazwa
Nazwa gwiazdy pochodzi od arabskiego słowa ‏صدر‎ şadr oznaczającego „pierś”, miejsce położenia gwiazdy w wizerunku królowej Kasjopei. Sułtan Uług Beg nazwał tę gwiazdę ‏ذات الكرسي‎ Al Dhāt al Kursiyy, co oznacza „kobietę na tronie”; Giovanni Battista Riccioli ukuł z tego nazwę Dath Elkarti. Międzynarodowa Unia Astronomiczna w 2016 roku formalnie zatwierdziła użycie nazwy Schedar dla określenia tej gwiazdy.

## Charakterystyka obserwacyjna
Jest to druga pod względem jasności gwiazda konstelacji Kasjopei, większą jasność osiąga w niej tylko zmienna Gamma Cassiopeiae. Jej obserwowana wielkość gwiazdowa to 2,24m, a wielkość absolutna jest równa −1,98m. Dziewiętnastowieczni astronomowie twierdzili, że jej jasność może spadać do połowy trzeciej wielkości gwiazdowej, w związku z czym jest uznawana za gwiazdę zmienną; jednak od zarania astrofotografii jej blask jest stabilny.
Gwiazda ma trzy optyczne towarzyszki o wielkości około 9–14m.

## Charakterystyka fizyczna
Jest to pomarańczowy olbrzym należący do typu widmowego K0. Jego temperatura to 4530 K, jest niższa niż temperatura fotosfery Słońca; jasność Schedara jest 855 razy większa niż jasność Słońca. Gwiazda ma 42 razy większy promień i 4-5 razy większą masę niż Słońce. Uformowała się 100–200 milionów lat temu, początkowo będąc białobłękitną gwiazdą podobną do Regulusa. Jej skład jest podobny do słonecznego, chociaż jest zubożona względem niego w niektóre pierwiastki, takie jak cyrkon i europ.